# Estación Kumanomae
La estación Kumanomae (熊野前駅 Kumanomae-eki?) pertenece tanto a la línea Toden Arakawa de tranvías, como a la línea TPG Nippori-Toneri Liner. Ambos pertenecientes a la empresa estatal Toei, y se encuentra ubicada en el barrio especial de Arakawa, en la prefectura de Tokio, Japón.

## Otros medios
- Toei Bus
  - Hacia el norte
    - Línea 48: hacía la estación Minumadai-shinsuikōen y el complejo de viviendas en Kōhoku
    - Línea 44: hacía estación Kita-Senju

  - Hacia el sur
    - Línea 48: hacía la estación Nippori
    - Línea 44: hacía el Hospital Komagome (de infecciosos y cáncer)
- Keisei Bus
  - Línea 4: hacía estación Shin-Mikawashima y estación Machiya

## Sitios de interés
- Parque Ogunohara
- Escuela secundaria y media del norte de Toshima
- Universidad Metropolitana de Tokio
- Oficinas de la corporación ADEKA
- Centro médico universitario de mujeres del este de Tokio (東京女子医科大学東医療センター)